# Isdigusnas (vizir)
Isdigusnas (em grego: Ισδιγούσνας), conhecido no relato de Procópio de Cesareia como Isdigusnas Zique (Ζίχ), foi nobre sassânida da família mirrânida. Um proeminente dignitário e vizir de Cosroes I (r. 531–579), envolveu-se nas ações militares promovidas contra os bizantinos na Guerra Lázica. Foi também um dos emissários de Cosroes, tendo participado em cinco embaixadas.
Como resultado de suas embaixadas, libertou Bersabo, um amigo do Cosroes, em 551 e conclui a Paz de 50 anos em 561. Pode ter morrido em 567, quando dirigia-se para outra embaixada, porém, uma vez que é comumente associado com o oficial Izade Gusnaspe mencionado na obra de Ferdusi, possivelmente viveu mais alguns anos, sendo assassinado junto com outros nobres por ordens de Hormisda IV (r. 579–590).

## Nome
Isdigusnas (Ισδιγουσνας, Isdigousnas) é a forma grega do nome composto persa médio Izade / Iasde Gusnaspe (Izad Gušnasp), "Deus é Gusnaspe", que também ocorre no armênio Iezate Vesnaspe (Եզաթվշնասպ, Yezatvšnasp). Izade / Iasde derivou do avéstico iazata (yazata), "deus". Por sua vez, Gusnaspe é formado por gušn (do iraniano antigo *vṛšna-), "macho", e asp, "cavalo", e significa "aquele com cavalos". Foi registrado em armênio como Vesnaspe (Վշնասպ, Všnasp).

## Biografia

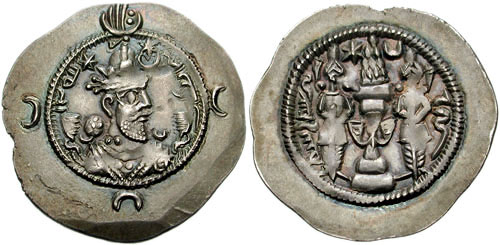
Dracma de r.

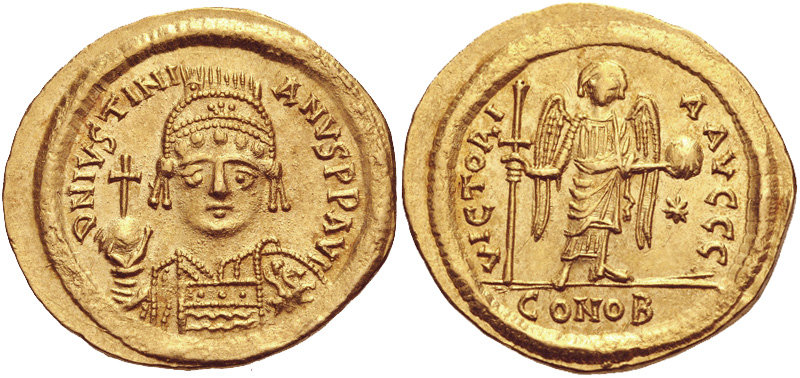
Soldo com efígie de Justiniano r.

O oficial Isdigusnas, citado por Procópio de Cesareia, é comumente associado com o oficial Izadegusnaspe (Izadgušasp) citado na obra de Ferdusi. De acordo com Ferdusi, foi um dos mais altos dignitários e mais poderosos nobres do Império Sassânida, servido como um dos vizires do xá Cosroes I (r. 531–579). Tinha um irmão chamado Fabrizo (Fariburze) que também foi titular de altos ofícios. Procópio descreve-os como "ambos mantendo os mais importantes ofícios [...] e ao mesmo tempo considerados como sendo os mais mais vis de todos os persas, tendo uma grande reputação por sua perícia e maus modos." Isdigusnas, junto com dois outros poderosos magnatas chamados Chir Burzém e Barã Adurma, foi convocado em certa ocasião por Cosroes para escolher seu herdeiro.
Durante a Guerra Lázica (541–562), Isdigusnas e Fabrizo desempenharam um importante papel nos planos de Cosroes para capturar Dara, na Mesopotâmia Superior, e Lázica, na atual Geórgia Ocidental. Isdigusnas foi o porta-voz dos sassânidas em cinco embaixadas enviadas por Cosroes, a primeira delas de 547/8, ou seja, o terceiro ano da trégua de 545. Quando estava se aproximando de Dara com um grande comitiva e soldados, o oficial Jorge informou aos bizantinos que os persas pretendiam tomar a cidade e isso provocou um grande distúrbio. Isdigusnas continuou sua viagem em direção a Constantinopla, onde encontrou-se com o imperador Justiniano (r. 527–565) e deu-lhe presentes e uma carta de Cosroes; nada se concluiu nesta embaixada.
Mais tarde, no final de 550, Isdigusnas participou duma nova embaixada em direção a Constantinopla. Lá, foi tratado com grande honra por Justiniano e pode movimentar-se sem supervisão, situação relatada com desprezo por Procópio. Nesta embaixada, Isdigusnas trouxe alegações de violações da trégua pelo rei gassânida Aretas V (r. 529–569) e outros oficiais, conseguiu a libertação de Bersabo, um amigo íntimo de Cosroes que havia sido preso anos antes, e a renovação da trégua por mais cinco anos. Em 551, partiu em direção ao Império Sassânida e chegou em seu destino no inverno de 552.

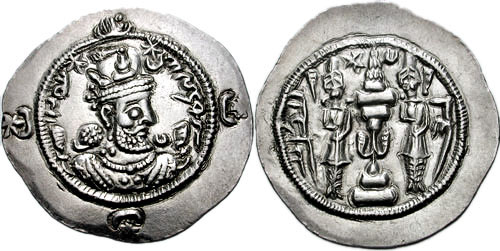
Dracma de r.

Em 557, numa terceira embaixada, negociou o fim da Guerra Lázica, conseguiu dos bizantinos o pagamento dum grande tributo em ouro. Em 561, realizou uma nova embaixada, tendo encontrado o oficial Pedro em Dara, onde discutiram sobre a Armênia e Lázica e concluíram a Paz de 50 anos. Nesta ocasião é referido como o titular de ofício equivalente ao de cubiculário ou prepósito do cubículo sagrado, entretanto, como não há nenhuma evidência que fosse eunuco, alguns autores suspeitam que a associação é inexata. Em 567, Isdigusnas foi enviado em nova embaixada para discutir com Justino II (r. 565–578) sobre a região da Suânia, no Cáucaso, porém, segundo as fontes gregas, adoeceu e morreu em Nísibis. Sua missão foi concluída por Mebodes. Caso sua associação com Izadgushasp esteja certa, teria vivido até o reinado de Hormisda IV (r. 579–590), o sucessor de Cosroes, quando foi preso e morto junto de outros nobres.